# Trentepohlia aurea
Espèce
Contrairement à ce que sa couleur pourrait laisser penser, Trentepohlia aurea est une espèce d'algues vertes filamenteuses. La couleur orange est due à l'accumulation dans les cellules algales de pigments caroténoïdes masquant la couleur verte des chlorophylles. 

## Écologie

### Répartition géographique
Trentepohlia aurea est une espèce cosmopolite. 

### Habitat et substrat
Comme les autres représentants du genre Trentepohlia, Trentepohlia aurea est une algue terrestre saxicole (sur les rochers ou des substrats équivalents : mur, pierre, toit, brique, etc.). Elle est aussi une algue symbiotique contenue dans certains lichens.

## Étymologie
Martius donne le nom du genre en 1817 en hommage au botaniste allemand Johann Friedrich Trentepohl (de).